# Funke Akindele
Akindele Olufunke Ayotunde (conocida popularmente como Funke Akindele) es una actriz y productora nigeriana.

## Carrera
Funke protagonizó la comedia I Need to Know entre 1998 Y 2002, y en 2009 ganó el premio en la categoría de mejor actriz protagónica en la gala de los Premios de la Academia del Cine Africano. Protagonizó además la serie de televisión nigeriana Jenifa's Diary, por el que ganó el premio a la mejor actriz en los Premios Africa Magic Viewers Choice. Funkee ha actuado en más de cien producciones de cine y televisión, como actriz, guionista y productora.

### Avengers: Infinity War
En enero de 2018 algunos medios nigerianos mencionaron que Akindele debutaría en el cine de Hollywood en el papel de Dora Milaje en la película de Marvel Avengers: Infinity War. Incluso en la página IMDb su nombre apareció en los créditos de la película. Sin embargo, esta noticia resultó ser falsa, y el nombre de la actriz nigeriana Genevieve Nnaji reemplazó al de Akindele en la página.

## Filmografía destacada

### Como actriz
- 2018 - Chief Daddy
- 2018 - Moms at War
- 2017 - Isoken
- 2016 - A Trip to Jamaica
- 2015 - Jenifa's Diary (TV)
- 2014 - New Horizons (corto)
- 2011 - Ladies Gang
- 2011 - The Return of Jenifa
- 2011 - Maami
- 2009 - Anointed Liars
- 2009 - Bolode o'ku
- 2009 - Farayola
- 2009 - Ija
- 2008 - Apoti orogun
- 2008 - Atanpako meta
- 2008 - Jénífà
- 2008 - Kakaki 'leku
- 2008 - Omo pupa
- 2008 - Taiwo Taiwo
- 2007 - Akandun
- 2007 - Baye se nlo
- 2007 - Edunjobi
- 2007 - Egun
- 2007 - Maku
- 2007 - Oba irawo
- 2007 - Okun ife yi
- 2006 - Agbefo
- 2006 - Kòséfowórà
- 2006 - Oreke mulero
- 2006 - Osuwon eda
- 2005 - 13th Day: Ojó ketàlá
- 2005 - Agbara ife
- 2004 - Atlanta
- 2000 - Final Whistle